# Irena Grafenauer

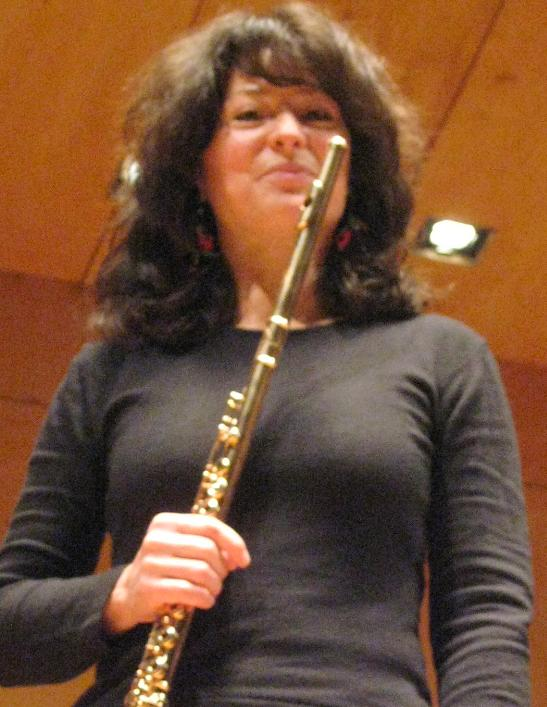
Irena Grafenauer

Irena Grafenauer (* 1. Juni 1957 in Ljubljana, Slowenien) ist eine slowenische Querflötistin.

## Leben
Irena Grafenauers musikalische Ausbildung begann im Alter von acht Jahren. Nach ihrem Abschluss 1974 an der Musikakademie in Ljubljana studierte sie bei Boris Campa, Karlheinz Zöller und Aurèle Nicolet. Seit Oktober 1987 unterrichtet sie als ordentliche Professorin am Mozarteum in Salzburg.
Von 1977 bis 1987 war Grafenauer als Soloflötistin des Symphonieorchesters des Bayerischen Rundfunks tätig. Seit 1987 ist sie als Solistin tätig. So arbeitete sie bislang mit namhaften Orchestern wie den Berliner Philharmonikern, dem Symphonieorchester des Bayerischen Rundfunks, der Deutschen Kammerphilharmonie, dem Chamber Orchestra of Europe und der Academy of St. Martin in the Fields zusammen. 1995 war sie Gast bei den Salzburger Festspielen, 1996 tourte sie durch Europa, Japan, Taiwan, Korea und den USA.
Grafenauer engagiert sich u. a. für die Förderung von jungen musikalischen Talenten in der „Musik Unterrichts Börse“, einem Projekt des Mozarteum Salzburg.
2002 erkrankte Grafenauer an chronischer myeloischer Leukämie mit dem Philadelphia-Chromosom.

## Auszeichnungen
Irena Grafenauer gewann mehrere internationale Wettbewerbe, darunter den ersten Preis in Genf und Belgrad (beides 1974) und in München (1979). Ihre mehr als 20 Platteneinspielungen bei Philips wurden mit mehreren Auszeichnungen versehen. 2005 wurde sie mit dem Prešeren-Preis, der höchsten Kulturauszeichnung Sloweniens, ausgezeichnet.